# Каргалинский сельсовет (Зианчуринский район)
Каргалинский сельсове́т — упразднённая в 2008 году административно-территориальная единица и сельское поселение (тип муниципального образования) в составе Зианчуринского района. Почтовый индекс — 	453383. Код ОКАТО — 80226813000. Объединён с сельским поселением Суренский сельсовет.

## Состав сельсовета
деревня Каргала — административный центр.
В 2006 году были упразднены деревня Верхняя Акберда и село Куюбарово (Закон Республики Башкортостан от 29.12.2006 N 404-з «О внесении изменений в административно-территориальное устройство Республики Башкортостан в связи с объединением, упразднением, изменением статуса населённых пунктов и переносом административных центров»

## История
Закон Республики Башкортостан от 19.11.2008 N 49-з «Об изменениях в административно-территориальном устройстве Республики Башкортостан в связи с объединением отдельных сельсоветов и передачей населённых пунктов», ст.1 п. 22) а) гласил:

 "Внести следующие изменения в административно-территориальное устройство Республики Башкортостан:
 по Зианчуринскому району:

 объединить Суренский и Каргалинский сельсоветы с сохранением наименования «Суренский» с административным центром в селе Кугарчи.
Включить деревню Каргала Каргалинского сельсовета в состав Суренского сельсовета.

Утвердить границы Суренского сельсовета согласно представленной схематической карте.

Исключить из учётных данных Каргалинский сельсовет

## Географическое положение
На 2008 год граничил с муниципальными образованиями: («Закон Республики Башкортостан от 17.12.2004 N 126-з (ред. от 19.11.2008) „О границах, статусе и административных центрах муниципальных образований в Республике Башкортостан“»).